# Day-In Day-Out
Day-In Day-Out is een nummer van Britse muzikant David Bowie en de eerste track van zijn album Never Let Me Down uit 1987. Het nummer werd in maart 1987 als de leadsingle van het album uitgebracht. Het was de meest succesvolle single van het album.
Het nummer bekritiseerde de urban decay van veel Amerikaanse steden destijds en vertelt over een jonge moeder die diep moet gaan om haar kind te voeden, waarbij zij onder andere moet stelen en zichzelf moet prostitueren. De bijbehorende videoclip werd verbannen door sommige stations vanwege de inhoud, maar werd desondanks genomineerd bij de MTV Video Music Awards voor beste mannelijke video.

## Videoclip
Bowie filmde de videoclip voor het nummer in Los Angeles aan het begin van 1987 en zei erover dat het "niet helpt om het nummer te verkopen" en dat het was ontworpen om te onderzoeken of een videoclip gebruikt kon worden als het vertellen van een verhaal in plaats van voor de promotie van het nummer. Bowie vertelde dat het nummer de eerste single van het album zou worden om het album "als een statement van energie", in plaats van direct een grote hit te scoren.
Bowie nam het heft in eigen handen bij het ontwerpen en het maken van een storyboard voor de video, waarbij hij zei "Ik doe de originele tekeningen, het hoofdshot voor elke situatie, en zet de storyboardist deze in de juiste volgorde, van voor naar achter. Daarna doe ik de grote camerastandpunten waarvan ik denk dat die interessant of anders zijn. Daarna doet Julien [Temple] zijn input. Ik begon met werken op deze manier bij de video voor "Ashes to Ashes" met David Mallet. Het was mijn eerste echte poging en het won destijds awards voor het zijn van een nieuwe manier om videos te maken."
Julien Temple en Bowie co-regisseerden de videoclip, waarbij het thema van het nummer expliciet ter sprake kwam. De worstelingen van het jonge koppel met een onverschillige samenleving worden getoond door twee hoeken via neppe videocamera's. Deze videocip werd verbannen door sommige tv-stations, ook nadat fragmenten waarin de vrouw verkracht wordt en het kind dat "Mom", "Food" en "Fuck" in huizenblokken schreef werden verwijderd.
Toen Bowie hoorde dat de videoclip werd verbannen, zei hij: "Ik denk dat het belachelijk is. Zij [de censuren] raakten middenin de gebruikelijke opwinding van de sensatiepers vanwege waar het op lijkt in plaats van wat het vertelt." Tijdens de perstour voor zijn Glass Spider Tour werd hem gevraagd naar de controversie en antwoordde: "We vroegen de politie van Los Angeles om met ons te werken en dat deden zij met plezier. We wilden aantonen hoe sommige van de huizen voor de daklozen werden verwijderd, dus vroegen wij hen om wat zij ervoor gebruikten... het lijkt op een soort tank met een grote stormram eraan. En aan het eind van de stormram hebben zij een grapje gemaakt. Als het door het raam gaat, zegt het "Fijne dag verder". En ik wees erop dat het in de video kwam en zij zeiden dat ze verheugd waren dat het erin bleef, dus het bleef erin. Is dat controversieel? Ik weet het niet."

## Tracklijst
- Alle nummers geschreven door Bowie.

7"-versie (EMI America)
1. "Day-In Day-Out" - 4:14
2. "Julie" - 3:40

12"-versie/Cassette (EMI America)
1. "Day-In Day-Out" (Extended Dance Mix) - 7:15
2. "Day-In Day-Out" (Extended Dub Mix) - 7:17
3. "Julie" - 3:40

12"-versie (EMI America)
1. "Day-In Day-Out" (Remix) - 6:30
2. "Day-In Day-Out" (Extended Dub Mix) - 7:17
3. "Julie" - 3:40

12"-versie (EMI)
1. "Day-In Day-Out" (Groucho Mix) - 6:29
2. "Day-In Day-Out" (Extended Dance Mix) - 7:15
3. "Day-In Day-Out" - 4:14
4. "Julie" - 3:40

12"-versie/SPRO (EMI)
1. "Day-In Day-Out" (7" Dance Edit) - 3:35
2. "Day-In Day-Out" (Extended Dance Mix) - 7:15
3. "Day-In Day-Out" (Edited Dance Mix) - 4:30

Downloadsingle (2007)
1. "Al Alba" - 5:37
2. "Julie" - 3:40
3. "Day-In Day-Out" (Extended Dance Mix) - 7:15
4. "Day-In Day-Out" (Extended Dub Mix) - 7:17
5. "Day-In Day-Out" (12" Groucho Mix) - 6:29

- "Al Alba" is de Spaanse versie van "Day-In Day-Out".
- De "Remix", "12" Groucho Mix" en "Groucho Mix" zijn allemaal dezelfde mix.

### Video EP
1. "Day-In Day-Out" (video)
2. "Loving the Alien" (video)
3. "Day-In Day-Out" (Extended Dance Mix) (video)

## Muzikanten
- David Bowie: zang
- Carlos Alomar: gitaar
- Sid McGinnis: gitaar
- Erdal Kızılçay: basgitaar, drums, keyboards
- Robin Clark, Diva Gray, Loni Groves: achtergrondzang

## Hitnoteringen

### Nederlandse Top 40
| Hitnotering: 04-04-1987 t/m 23-05-1987 | Hitnotering: 04-04-1987 t/m 23-05-1987 | Hitnotering: 04-04-1987 t/m 23-05-1987 | Hitnotering: 04-04-1987 t/m 23-05-1987 | Hitnotering: 04-04-1987 t/m 23-05-1987 | Hitnotering: 04-04-1987 t/m 23-05-1987 | Hitnotering: 04-04-1987 t/m 23-05-1987 | Hitnotering: 04-04-1987 t/m 23-05-1987 | Hitnotering: 04-04-1987 t/m 23-05-1987 | Hitnotering: 04-04-1987 t/m 23-05-1987 |
| Week:                                  | 1                                      | 2                                      | 3                                      | 4                                      | 5                                      | 6                                      | 7                                      | 8                                      |                                        |
| -------------------------------------- | -------------------------------------- | -------------------------------------- | -------------------------------------- | -------------------------------------- | -------------------------------------- | -------------------------------------- | -------------------------------------- | -------------------------------------- | -------------------------------------- |
| Positie:                               | 27                                     | 16                                     | 15                                     | 15                                     | 14                                     | 16                                     | 17                                     | 31                                     | uit                                    |

### Nationale Hitparade top 50 /Single Top 100
| Hitnotering: 04-04-1987 t/m 20-06-1987 | Hitnotering: 04-04-1987 t/m 20-06-1987 | Hitnotering: 04-04-1987 t/m 20-06-1987 | Hitnotering: 04-04-1987 t/m 20-06-1987 | Hitnotering: 04-04-1987 t/m 20-06-1987 | Hitnotering: 04-04-1987 t/m 20-06-1987 | Hitnotering: 04-04-1987 t/m 20-06-1987 | Hitnotering: 04-04-1987 t/m 20-06-1987 | Hitnotering: 04-04-1987 t/m 20-06-1987 | Hitnotering: 04-04-1987 t/m 20-06-1987 | Hitnotering: 04-04-1987 t/m 20-06-1987 | Hitnotering: 04-04-1987 t/m 20-06-1987 | Hitnotering: 04-04-1987 t/m 20-06-1987 | Hitnotering: 04-04-1987 t/m 20-06-1987 |
| Week:                                  | 1                                      | 2                                      | 3                                      | 4                                      | 5                                      | 6                                      | 7                                      | 8                                      | 9                                      | 10                                     | 11                                     | 12                                     |                                        |
| -------------------------------------- | -------------------------------------- | -------------------------------------- | -------------------------------------- | -------------------------------------- | -------------------------------------- | -------------------------------------- | -------------------------------------- | -------------------------------------- | -------------------------------------- | -------------------------------------- | -------------------------------------- | -------------------------------------- | -------------------------------------- |
| Positie:                               | 38                                     | 18                                     | 15                                     | 18                                     | 20                                     | 23                                     | 23                                     | 44                                     | 61                                     | 78                                     | 78                                     | 94                                     | uit                                    |